# Campanar de Sant Marc

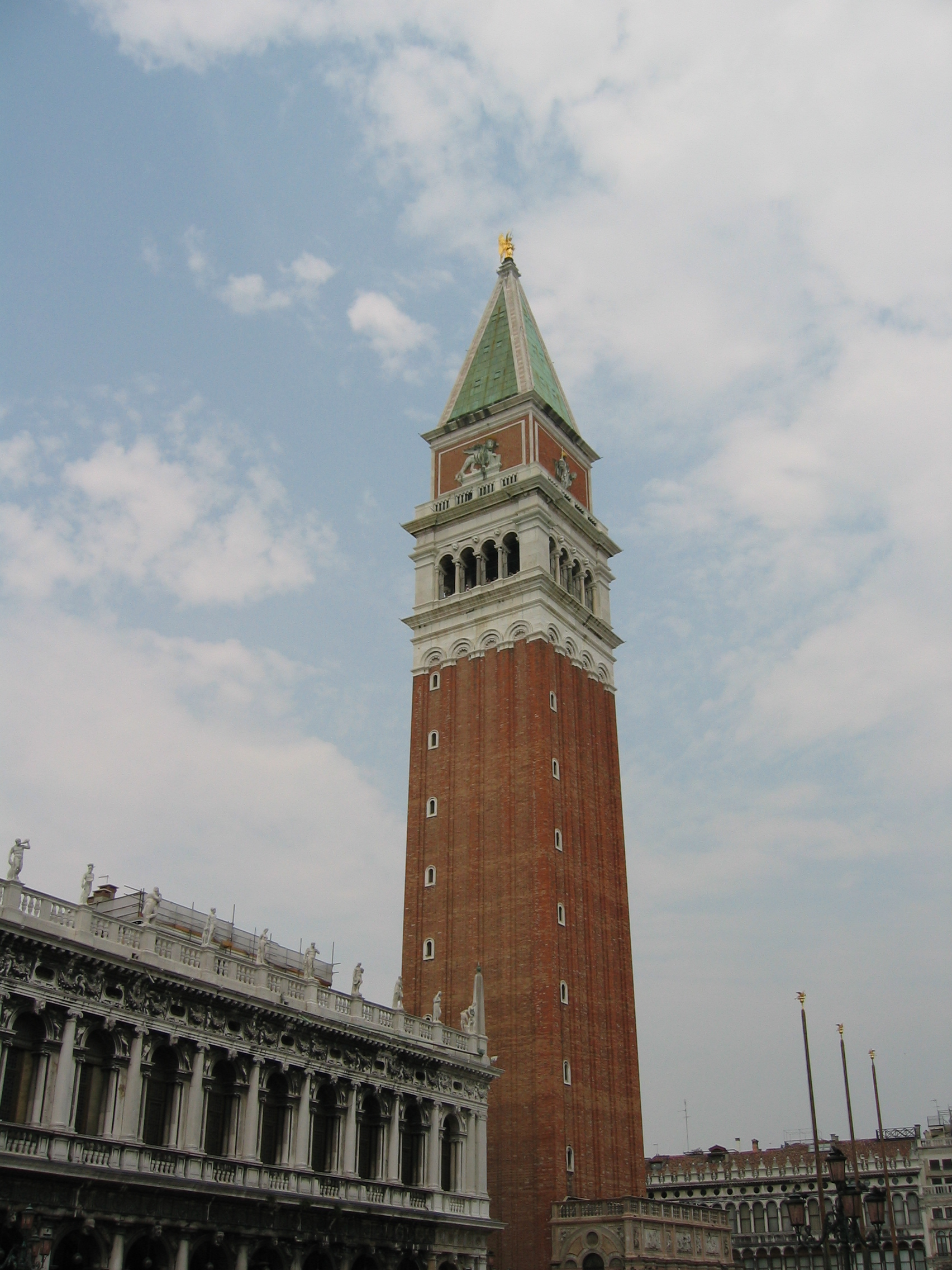
El campanar de Sant Marc

El campanar de Sant Marc (en italià Campanile di San Marco) és un campanar emblemàtic de la ciutat de Venècia i és un dels campanars més alts d'Itàlia. Els venecians l'anomenen El paròn de casa ('El patró de casa'). S'aixeca, sense estar adossat enlloc, en un angle de la plaça de Sant Marc, just davant de la basílica de Sant Marc.

Té una alçada total de 98,6 metres. El seu cos principal, de maó, és un prisma de base quadrada de 12 m de costat i 50 m d'alt, sobre el qual s'assenta un campanar blanc amb quatre arcs per cara, que allotja cinc campanes. El campanar té a la part superior una galleda, en les cares es presenten lleons i la representació femenina de Venècia (la Giustizia) de manera alternada. La construcció està coronada per una agulla piramidal a l'extrem hi ha un penell daurat amb la figura de l'arcàngel Gabriel. La torre que s'observa avui és una reconstrucció de 1912, després del col·lapse del 14 de juliol de 1902, que va mantenir la forma original de 1514. 

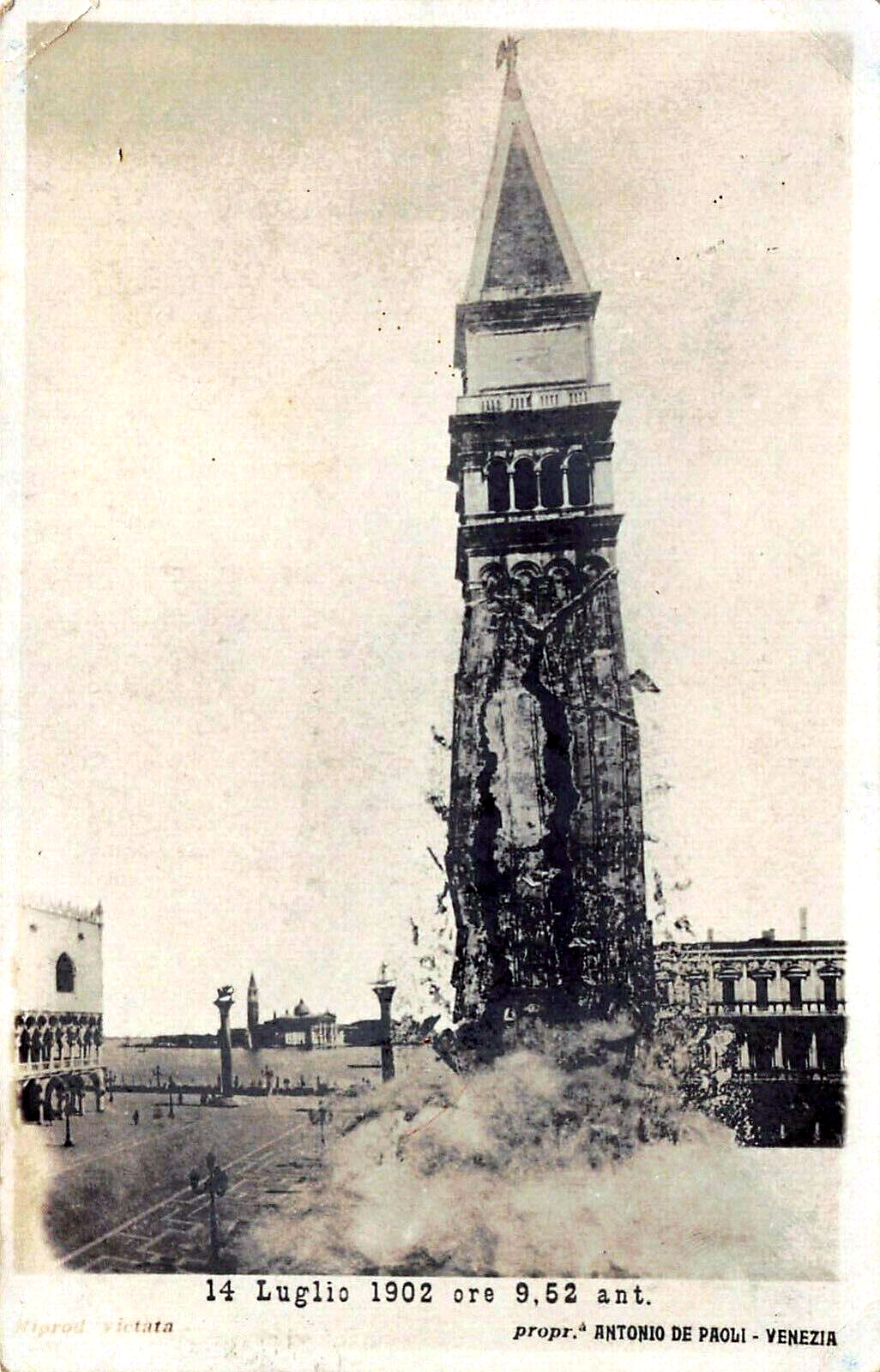
Un fotomuntatge de l'esfondrament del campanile en 1902,ja que durant l'esfondrament ningú va prendre cap imatge